# Monte McLoughlin
El monte McLoughlin es un empinado estratovolcán ubicado en la cordillera de las Cascadas, al sur de Oregón, Estados Unidos. Es una de las cumbres volcánicas dentro del arco volcánico de las Cascadas, al oeste de Norteamérica. Por ello, el monte McLoughlin está rodeado por otros prominentes volcanes: al norte el monte Shasta y al sur el lago de Cráter. A poca distancia, al oeste, se encuentra el extenso lago Upper Klamath.

## Etimología
El monte McLoughlin recibió su nombre del explorador John McLoughlin, líder de la Compañía de la Bahía de Hudson, durante su estadía en la senda de Oregón. El monte McLoughlin ha recibido varios nombres a lo largo de su historia, como monte Pitt (por causa del vecino río Pit), Gran Butte, M'laiksini Yaina (por los indígenas Klamath), Malsi (de los indígenas Takelma), monte Shasty (nombre que recibió el monte Shasta en la expedición del sur en 1841 por el Wilkes), y Snowy Butte.

## Geología
Con la excepción de un extracto escrito por Arthur B. Emmons en 1886, poco se sabía sobre la geología del Monte McLoughlin. Muchos de los datos y la información que se maneja en el presente sobre este volcán viene de estudios realizados por LeRoy Maynard del Instituto de Volcanoligia de la Universidad de Oregón.
Los 4.2 km³ de volcán  pasaron por tres o cuatro estadios de desarrollo y dejó en ese punto de crecer, aproximadamente durante la era más reciente de glaciación unos 25,000 años atrás. El primer período de crecimiento del volcán fue explosivo y produjo un gran cono a partir de un ventadero o chimenea solitaria que puede que haya alcanzado la majestuosa altura de 910 metros, parte de lo cual constituye hoy un tercio del interior de la montaña. Es también posible que haya habido un preexistente volcán en escudo en su interior lo que cause el extraordinario tamaño de su cono. La creación de este cono inicial puede haber sido acompañado de la presencia de lava, aunque solo parece haber estado confinado a las partes más bajas del cono. El segundo estadio en la creación del cono volcánico se 
caracterizó por extensos flujos de lava adenosutica que derramó sobre un cráter en la cumbre y que acabó con el cono volcánico.
Dos picos, uno al norte y otro al sur del costado oeste del volcán, marcan los sitios de apertura de las chimeneas de lava principales de este estadio segundo. Existen además otros puntos de eyección menores sobre la montaña. 
El tercer estadio parece que ocurrió en el Periodo holoceno, durante la última edad de hielo. Este periodo de desarrollo del volcán se debió a la falta de efectos climáticos evidenciado por la apariencia fresca de la lava ya solidificada.
Una monumental capa de hielo que apareció durante la última edad de hielo, cubrió la mayor parte de los altos picos de la cordillera de las Cascadas, incluyendo el Monte McLoughlin. Ello causó la formación del extremo sur de la montaña. La capa de hielo tenía entre 60 y 90 metros de grosor sobre la montaña. Un gran glaciar sentado sobre el lado noreste del volcán severamente erosionó esa cara de la montaña, creando la actual asimetría del cono. Parte de esta región estaba ocupada por un glaciar de circo hasta los comienzos del siglo XX. La cresta del volcán está ubicado en el extremo sur de la chimenea volcánica. Su cráter ha sido erosionado desde hace mucho junto con unos 150 metros de su elevación original.

## Rutas de ascenso

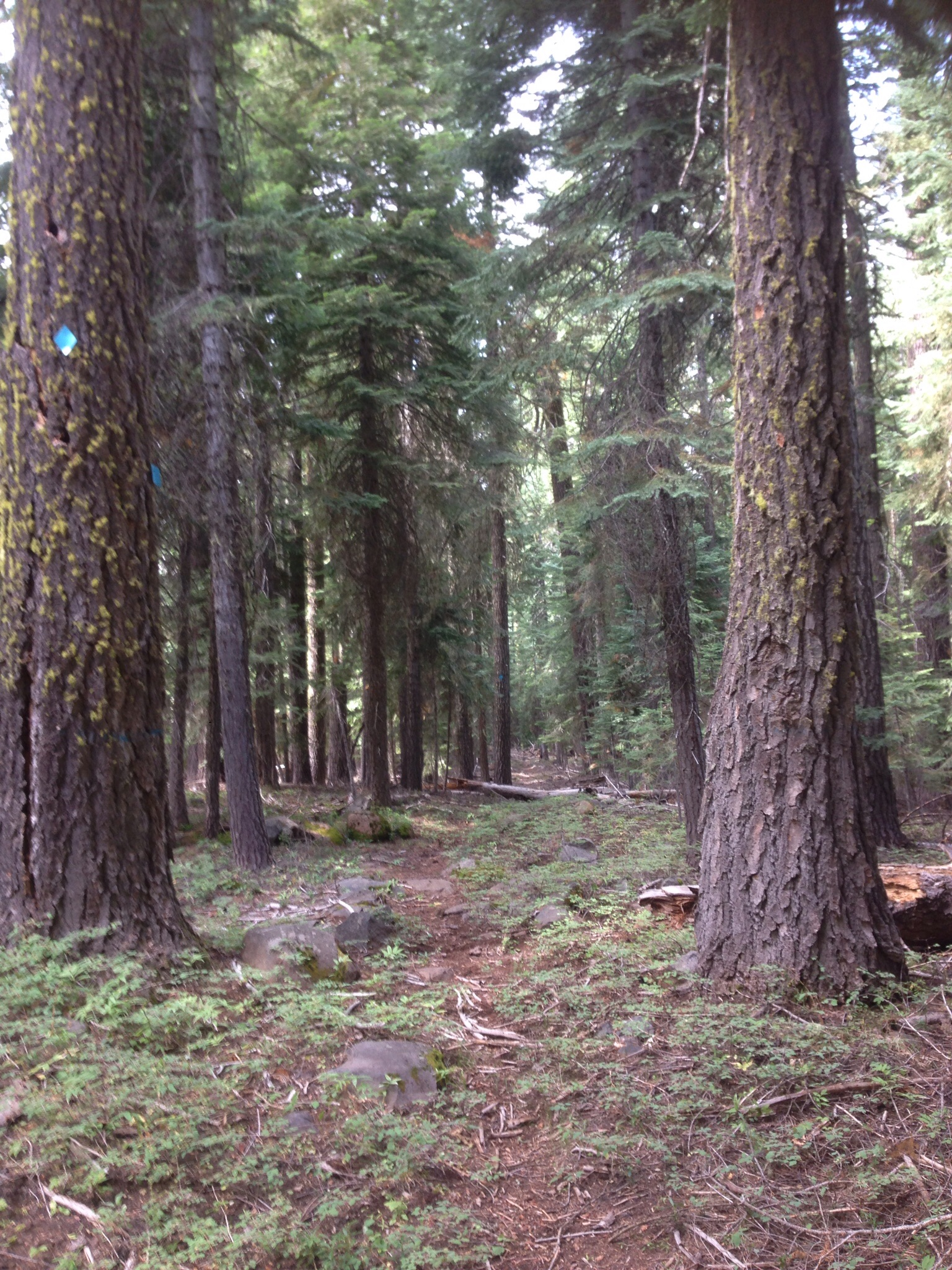
La parte inferior de la ruta McLoughlin, mantenida en buenas condiciones para recibir visitantes durante el verano.

La ruta de ascenso al McLoughlin Track continúa siendo el más simple y popular camino para subir a la cumbre del volcán. Comienza en la vía forestal 3650 que parte hacia la izquierda desde la vía forestal 3661 que a su vez sale de la Ruta 140 de Oregón en dirección al lago Fourmile. En la base de la montaña por la Forestal 3650 hay un estacionamiento para vehículos desde donde parte la ruta de ascenso. La ruta asciende de forma leve por aproximadamente 3 millas, después de lo cual se vuelve empinada especialmente pasados la línea del bosque. Voluntarios forestales han clavado señalización de color azul sobre los árboles a orillas del camino.